# لينيرد سكاينيرد
لينيرد سكاينيرد ( /ˌlɛnərd ˈskɪnərd/ LEN-ərd-_-SKIN-ərd )  هي فرقة موسيقى روك أمريكية تشكلت في جاكسونفيل، فلوريدا.

## تاريخ
تشكلت المجموعة في الأصل باسم ماي باكيارد في عام 1964 وضمت روني فان زانت (المغني الرئيسي) وجاري روسينجتون (جيتار) وألين كولينز (جيتار) ولاري جونستروم (جيتار باس) وبوب بيرنز (طبول). أمضت الفرقة خمس سنوات في جولات في أماكن صغيرة تحت أسماء مختلفة ومع عدة تغييرات في التشكيلة. أصدرت الفرقة ألبومها الأول في عام 1973. غادر بيرنز وحل محله أرتيموس بايل في عام 1974. غادر كينج عام 1975 وحل محله ستيف جاينز عام 1976.
توقفت مسيرة الفرقة فجأة في 20 أكتوبر 1977، عندما تحطمت طائرتهم المستأجرة، مما أسفر عن مقتل فان زانت وجينز والمغني الاحتياطي كاسي جاينز وإصابة بقية الفرقة بجروح خطيرة.